# Rockford (Iowa)
Rockford – miasto w Stanach Zjednoczonych, w stanie Iowa, w hrabstwie Floyd. W 2000 roku liczyło 907 mieszkańców.